# Horst von Usedom
Horst von Usedom (9 de marzo de 1906 - 14 de octubre de 1970) fue un general en la Wehrmacht de la Alemania Nazi durante la II Guerra Mundial que comandó la 12.ª División Panzer. Fue condecorado con la Cruz de Caballero de la Cruz de Hierro con Hojas de Roble.
von Usedom se rindió a las fuerzas soviéticas en la bolsa de Curlandia en mayo de 1945. Fue retenido como prisionero en la Unión Soviética hasta 1955.

## Condecoraciones
- Cruz de Hierro (1939) 2ª Clase (22 de septiembre de 1939) & 1ª Clase (30 de mayo de 1940)[1]
- Cruz Alemana en Oro el 29 de enero de 1945 como Oberst en el Panzergrenadier-Regiment 108[2]
- Cruz de Caballero de la Cruz de Hierro con Hojas de Roble
  - Cruz de Caballero el 31 de diciembre de 1941 como Mayor y comandante del Kradschützen Battalion 61[3]
  - 809ª Hojas de Roble el 28 de marzo de 1945 como Oberst y comandante de la Brigada Panzer "Kurland"[4]